# Brachypeza radiata
Brachypeza radiata is een muggensoort uit de familie van de paddenstoelmuggen (Mycetophilidae). De wetenschappelijke naam van de soort is voor het eerst geldig gepubliceerd in 1908 door Jenkinson.